# Роуан (округ, Северная Каролина)
Округ Роуан (англ. Rowan County) располагается в штате Северная Каролина, США. Официально образован в 1753 году. По состоянию на 2010 год, численность населения составляла 138 428 человек.

## География
По данным Бюро переписи США, общая площадь округа равняется 1357,161 км2, из которых 1323,491 км2 суша и 33,670 км2 или 2,400 % это водоёмы.

## Население
По данным переписи населения 2010 года в округе проживает 138 428 жителей в составе 53 140 домашних хозяйств и 37 058 семей. Плотность населения составляет 98,00 человек на км2. На территории округа насчитывается 60 211 жилых строений, при плотности застройки около 41,00-го строения на км2. Расовый состав населения: белые — 76,52 %, афроамериканцы — 16,18 %, коренные американцы (индейцы) — 0,34 %, азиаты — 1,00 %, гавайцы — 0,04 %, представители других рас — 4,33 %, представители двух или более рас — 1,60 %. Испаноязычные составляли 7,69 % населения независимо от расы.
В составе 29,30 % из общего числа домашних хозяйств проживают дети в возрасте до 18 лет, 50,20 % домашних хозяйств представляют собой супружеские пары проживающие вместе, 8,49 % домашних хозяйств представляют собой одиноких женщин без супруга, 5,41 % домашних хозяйств не имеют отношения к семьям, 25,22 % домашних хозяйств состоят из одного человека, 10,15 % домашних хозяйств состоят из престарелых (65 лет и старше), проживающих в одиночестве. Средний размер домашнего хозяйства составляет 2,52 человека, и средний размер семьи 3,00 человека.
Возрастной состав округа: 23,80 % моложе 18 лет, 9,00 % от 18 до 24, 25,40 % от 25 до 44, 27,40 % от 45 до 64 и 27,40 % от 65 и старше. Средний возраст жителя округа 39,1 лет. На каждые 100 женщин приходится 97,57 мужчин. На каждые 100 женщин старше 18 лет приходится 95,28 мужчин.
Средний доход на домохозяйство в округе составлял 0 USD, на семью — 0 USD. Среднестатистический заработок мужчины был 31 626 USD против 23 437 USD для женщины. Доход на душу населения составлял 18 071 USD. Около 8,10 % семей и 10,60 % общего населения находились ниже черты бедности, в том числе — 13,70 % молодежи (тех, кому ещё не исполнилось 18 лет) и 11,40 % тех, кому было уже больше 65 лет.